# Kari Byron
Kari Elizabeth Byron (ur. 18 grudnia 1974 w San Francisco) – prezenterka telewizyjna i rzeźbiarka, najbardziej znana z programu popularnonaukowego Pogromcy mitów emitowanego na Discovery Channel.

## Życiorys
Ukończyła Los Gatos High School w 1996, jest też absolwentką Uniwersytetu Stanowego w San Francisco z 1998, gdzie studiowała film i rzeźbę. Po ukończeniu studiów przez rok uprawiała backpacking (głównie w Południowej Azji), zwiedzając Himalaje i biorąc udział w projektach artystycznych. Poza tym podróżowała po Wyspach Cooka, Fidżi, Tokio, Nepalu, Tajlandii, Malezji, Nowej Zelandii, Australii, Bali i Indiach. W 2006 wyszła za mąż za Paula Uricha. Razem mają córkę Stellę urodzoną 28 czerwca 2009. Ma pseudonim Ruda (ang. Red), ze względu na kolor włosów. W 2006, dzięki głosom czytelników magazynu Wired, zdobyła tytuł People’s Choice Sexy Geek.
W 2010 roku została prowadzącą nowego programu popularnonaukowego Naukowy zawrót głowy, nie rezygnując jednak z występów w Pogromcach mitów.

### Pogromcy mitów
W programie Pogromcy mitów tworzy zespół juniorów (Build Team) wraz z Torym Bellecim i Grantem Imaharą oraz występuje obok gospodarzy programu Adama Savage’a i Jamiego Hynemana, wspólnie testując prawdziwość popularnych „mitów”.
Została przyjęta do programu w 1. serii, dzięki uporczywemu pokazywaniu się w należącym do Hynemana M5 Industries w nadziei zatrudnienia. W pierwszym dniu jako pracownik została poproszona przez Hynemana i producenta Pogromców mitów, Petera Reesa, o pomoc przy jednym z mitów, głoszącym, że osoba otyła może zostać przyssana do samolotowej toalety próżniowej. Byron zrobiono więc trójwymiarowy skan pośladków, żartobliwie komentowany później przez artystkę jako przyjęcie do pracy „za tyłek”. Używając komputerowego rysika, zmodyfikowała skan tak, aby przypominał uda i pośladki kobiety z nadwagą. Właściwą replikę wykonały maszyny opierające się o te dane. Za to zadanie zapłacono jej 100 dolarów. Zgodziła się gdyż, jak twierdzi, sądziła, że nikt tego nie obejrzy. Jednak montażyści zdecydowali się na wykorzystanie materiału.
W roku 2009, będąc na urlopie macierzyńskim, została tymczasowo zastąpiona w programie przez Jessi Combs.

## Filmografia
- 2003–2009, 2010-2014: Pogromcy mitów – 183 odcinki
- 2005–2006: Spojrzenie w przyszłość – 7 odcinków
- 2010–2011: Naukowy zawrót głowy – 40 odcinków
- 2016–?: White Rabbit Project =10 odcinków

## Inne występy
- Gość programu w nagrodzonym Emmy talk-show Late Show with David Letterman
- Wywiad i sesja zdjęciowa w popularnym męskim magazynie „FHM” w czerwcu 2006
- Gość specjalny konwentu Gen Con w 2006, Dragon Con w 2006 i 2007 oraz I-CON w marcu 2007
- Przemówienie na Uniwersytecie Eastern Illinois (26 września 2007)